# Grande Prêmio da Hungria de 1996
Resultados do Grande Prêmio da Hungria de Fórmula 1 realizado em Hungaroring em 11 de agosto de 1996. Décima segunda etapa da temporada, teve como vencedor o canadense Jacques Villeneuve, que subiu ao pódio junto a Damon Hill numa dobradinha que fez da Williams-Renault campeã mundial de construtores, com Jean Alesi em terceiro pela Benetton-Renault.

## Relatório da prova

### Bastidores do GP
Após uma estreia impactante na Austrália e vencedor de duas corridas nesta temporada, Jacques Villeneuve enfrenta duas situações distintas: lidar com a diferença de vinte e um pontos em favor de Damon Hill na tabela do campeonato mundial e demonstrar à Williams que ele não chegou à Fórmula 1 apenas por ser filho de Gilles Villeneuve e nem que sua vitória nas 500 Milhas de Indianápolis ano passado e o subsequente título na Fórmula Indy foram obra do acaso.
Rumores quanto à adaptação do canadense ao circo da Fórmula 1 dão conta que os mecânicos de sua equipe esperavam mais de Villeneuve quanto a informá-los sobre a condição de sua Williams expondo os pontos fortes e a vulnerabilidade da máquina a cada etapa do campeonato, mas para cada êxito conseguido, o piloto sempre esbarra na falta de familiaridade com as pistas como no caso de sua corrida discreta na Alemanha logo após vencer na Grã-Bretanha há um mês. Frente à realidade, até mesmo o discurso de Bernie Ecclestone sobre um favorecimento da Williams a Damon Hill perde a coerência.
Quando indagado a respeito de seu desempenho no campeonato, Jacques Villeneuve pondera que ainda têm chances de título, tal como disse em Magny-Cours ao final do mês passado durante uma sessão particular de treinos com a Williams.

### Sábado na Hungria
Ainda na sexta-feira o bom rendimento da Ferrari animou Michael Schumacher a falar em pole position e de fato o alemão fez o melhor tempo no sábado ao superar por estreita margem as Williams de Damon Hill e Jacques Villeneuve enquanto Eddie Irvine marcou o quarto tempo e deu ao time de Maranello seu melhor fim de semana na temporada. A seguir vieram Jean Alesi e Gerhard Berger, a dupla da Benetton.

### Williams campeã
Num grid onde Ferrari e Williams dominaram as primeiras filas, Schumacher manteve a ponta enquanto Villeneuve saltou à vice-liderança trazendo consigo a Benetton de Alesi. Cauteloso e com o carro mais pesado, Hill caiu para o quarto lugar à frente de Irvine e Berger. Tais posições se mantiveram por dezoito voltas quando Schumacher foi para os boxes, mas antes disso o alemão esteve todo o tempo na alça de mira de Villeneuve enquanto Alesi estava a quase vinte segundos de distância bloqueando o avanço de Hill.
Conforme os líderes da prova recorriam aos boxes a liderança foi entregue a Villeneuve que estava sete segundos adiante de Schumacher enquanto Alesi permaneceu à frente de Hill até que uma manobra sobre Ricardo Rosset, um retardatário, permitiu que o britânico subisse à terceira posição. Sem ninguém a impedi-lo, Hill acelerou a ponto de marcar sucessivamente a melhor volta da prova e quando estava a apenas treze segundos de Schumacher foi premiado com a vice-liderança graças à nova passagem do germânico no pit lane na metade da corrida. A essa altura a Williams chamou seus pilotos aos boxes e nisso Villeneuve e conservou-se adiante de Schumacher por cerca de quinze segundos com Hill em terceiro, mas antes que o filho de Graham Hill ultrapassasse o alemão ao descontar quase dez segundos de diferença, a Ferrari chamou seu piloto para os boxes. A liderança permaneceu com Villeneuve até o momento de seu último pit stop quando a equipe demorou a trocar o pneu traseiro direito de seu carro e assim favoreceu Hill, todavia quando este voltou dos boxes o comando da prova retornou para o canadense. A esta altura a questão era saber se Villeneuve manteria os seis segundos e meio de vantagem que dispunha.
O ritmo imposto por Hill expôs claramente sua intenção de vencer, pois a sete voltas do final sua desvantagem era inferior a um segundo para desassossego de Villeneuve, que temia a ultrapassagem, e da equipe, cujo temor era um toque que eliminasse seus carros da prova. Menos sorte teve Michael Schumacher, vítima de uma nova falha mecânica, e antes dele o austríaco Gerhard Berger, novamente traído pelo motor.
Sem cometer nenhum erro, Jacques Villeneuve cruzou a linha de chegada sete décimos adiante de Damon Hill garantindo o oitavo título de construtores para a Williams na quinta dobradinha da equipe esse ano, sendo a primeira com o canadense à frente. Com esta vitória a disputa pelo mundial de pilotos ficou restrita ao time de Grove e nesse ínterim a vantagem de Hill recuou para dezessete pontos, e embora Villeneuve mantenha acesa a disputa, o inglês só precisa chegar em segundo lugar nas quatro provas restantes ainda que seu companheiro de time vença todas as corridas daqui em diante. No pódio o semblante do canadense era moldado por sorrisos e pela alegria de ter vencido seu primeiro confronto direto com Hill. O terceiro lugar ficou com Jean Alesi enquanto Mika Häkkinen, Olivier Panis e Rubens Barrichello completaram os pontos.

## Classificação da prova

### Treino oficial
| Pos.                      | Nº | Piloto                | Construtor         | Tempo    | Diferença |
| ------------------------- | -- | --------------------- | ------------------ | -------- | --------- |
| 1                         | 1  | Michael Schumacher    | Ferrari            | 1:17.129 |           |
| 2                         | 5  | Damon Hill            | Williams-Renault   | 1:17.182 | + 0.053   |
| 3                         | 6  | Jacques Villeneuve    | Williams-Renault   | 1:17.259 | + 0.130   |
| 4                         | 2  | Eddie Irvine          | Ferrari            | 1:18.617 | + 1.488   |
| 5                         | 3  | Jean Alesi            | Benetton-Renault   | 1:18.754 | + 1.625   |
| 6                         | 4  | Gerhard Berger        | Benetton-Renault   | 1:18.794 | + 1.665   |
| 7                         | 7  | Mika Häkkinen         | McLaren-Mercedes   | 1:19.116 | + 1.987   |
| 8                         | 14 | Johnny Herbert        | Sauber-Ford        | 1:19.292 | + 2.163   |
| 9                         | 8  | David Coulthard       | McLaren-Mercedes   | 1:19.384 | + 2.255   |
| 10                        | 15 | Heinz-Harald Frentzen | Sauber-Ford        | 1:19.436 | + 2.307   |
| 11                        | 9  | Olivier Panis         | Ligier-Mugen/Honda | 1:19.538 | + 2.409   |
| 12                        | 12 | Martin Brundle        | Jordan-Peugeot     | 1:19.828 | + 2.699   |
| 13                        | 11 | Rubens Barrichello    | Jordan-Peugeot     | 1:19.966 | + 2.837   |
| 14                        | 18 | Ukyo Katayama         | Tyrrell-Yamaha     | 1:20.499 | + 3.370   |
| 15                        | 10 | Pedro Paulo Diniz     | Ligier-Mugen/Honda | 1:20.665 | + 3.536   |
| 16                        | 19 | Mika Salo             | Tyrrell-Yamaha     | 1:20.678 | + 3.549   |
| 17                        | 17 | Jos Verstappen        | Footwork-Hart      | 1:20.781 | + 3.652   |
| 18                        | 16 | Ricardo Rosset        | Footwork-Hart      | 1:21.590 | + 4.461   |
| 19                        | 20 | Pedro Lamy            | Minardi-Ford       | 1:21.713 | + 4.584   |
| 20                        | 21 | Giovanni Lavaggi      | Minardi-Ford       | 1:22.468 | + 5.339   |
| Limite dos 107%: 1:22.528 |    |                       |                    |          |           |
| Fonte:                    |    |                       |                    |          |           |

### Corrida
| Pos.   | Nº | Piloto                | Construtor         | Voltas | Tempo/Diferença | Grid | Pontos |
| ------ | -- | --------------------- | ------------------ | ------ | --------------- | ---- | ------ |
| 1      | 6  | Jacques Villeneuve    | Williams-Renault   | 77     | 1:46:21.134     | 3    | 10     |
| 2      | 5  | Damon Hill            | Williams-Renault   | 77     | + 0.771         | 2    | 6      |
| 3      | 3  | Jean Alesi            | Benetton-Renault   | 77     | + 1:24.212      | 5    | 4      |
| 4      | 7  | Mika Häkkinen         | McLaren-Mercedes   | 76     | + 1 volta       | 7    | 3      |
| 5      | 9  | Olivier Panis         | Ligier-Mugen/Honda | 76     | + 1 volta       | 11   | 2      |
| 6      | 11 | Rubens Barrichello    | Jordan-Peugeot     | 75     | + 2 voltas      | 13   | 1      |
| 7      | 18 | Ukyo Katayama         | Tyrrell-Yamaha     | 74     | + 3 voltas      | 14   |        |
| 8      | 16 | Ricardo Rosset        | Footwork-Hart      | 74     | + 3 voltas      | 18   |        |
| 9      | 1  | Michael Schumacher    | Ferrari            | 70     | Acelerador      | 1    |        |
| 10     | 21 | Giovanni Lavaggi      | Minardi-Ford       | 69     | Spun off        | 20   |        |
| Ret    | 4  | Gerhard Berger        | Benetton-Renault   | 64     | Motor           | 6    |        |
| Ret    | 15 | Heinz-Harald Frentzen | Sauber-Ford        | 50     | Pane elétrica   | 10   |        |
| Ret    | 14 | Johnny Herbert        | Sauber-Ford        | 35     | Motor           | 8    |        |
| Ret    | 2  | Eddie Irvine          | Ferrari            | 31     | Câmbio          | 4    |        |
| Ret    | 20 | Pedro Lamy            | Minardi-Ford       | 24     | Suspensão       | 19   |        |
| Ret    | 8  | David Coulthard       | McLaren-Mercedes   | 23     | Motor           | 9    |        |
| Ret    | 17 | Jos Verstappen        | Footwork-Hart      | 10     | Spun off        | 17   |        |
| Ret    | 12 | Martin Brundle        | Jordan-Peugeot     | 5      | Spun off        | 12   |        |
| Ret    | 10 | Pedro Paulo Diniz     | Ligier-Mugen/Honda | 1      | Colisão         | 15   |        |
| Ret    | 19 | Mika Salo             | Tyrrell-Yamaha     | 0      | Colisão         | 16   |        |
| Fonte: |    |                       |                    |        |                 |      |        |

## Tabela do campeonato após a corrida
| Pos. | Piloto             | Pontos |
| ---- | ------------------ | ------ |
| 1    | Damon Hill         | 79     |
| 2    | Jacques Villeneuve | 62     |
| 3    | Jean Alesi         | 35     |
| 4    | Michael Schumacher | 29     |
| 5    | Mika Häkkinen      | 19     |

| Pos. | Construtor       | Pontos |
| ---- | ---------------- | ------ |
| 1    | Williams-Renault | 141    |
| 2    | Benetton-Renault | 51     |
| 3    | Ferrari          | 38     |
| 4    | McLaren-Mercedes | 37     |
| 5    | Jordan-Peugeot   | 15     |

- Nota: Somente as primeiras cinco posições estão listadas e a campeã mundial de construtores surge grafada em negrito.